# Кожухарци
Кожухарци (болг. Кожухарци) — село в Болгарии. Находится в Кырджалийской области, входит в общину Крумовград. Население составляет 4 человека.

## Политическая ситуация
В местном кметстве Странджево, в состав которого входит Кожухарци, должность кмета (старосты) исполняет Бекир  Шабан Осман (Движение за права и свободы (ДПС)) по результатам выборов правления кметства.
Кмет (мэр) общины Крумовград — Себихан Керим Мехмед (Движение за права и свободы (ДПС)) по результатам выборов в правление общины.